# 範氏眶燈魚
範氏眶灯鱼（学名：Diaphus vanhoeffeni）为輻鰭魚綱燈籠魚目灯笼鱼科的其中一種，分布於東大西洋的菲律賓海域，屬深海魚類，棲息深度40-750公尺，體長可達4.2公分。

## 扩展阅读
維基物種上的相關：範氏眶灯鱼